# Colin McNab
Pour les articles homonymes, voir McNab.
Colin McNab est un joueur d'échecs écossais né le 3 février 1961 à Dundee. Grand maître international depuis 1992, il est également maître international du jeu d'échecs par correspondance et maître international pour la résolution de problèmes depuis 2007.
Au 1er août 2016, Colin McNab est le cinquième joueur écossais avec un classement Elo de 2 434.

## Biographie et carrière
Champion d'Écosse à quatre reprises (en 1983, 1991, 1993 et 1995), McNab a représenté l'Écosse lors de 17 olympiades : de 1980 à 2014, il ne fut absent qu'à l'olympiade de 1998.
Il a également remporté le championnat britannique  de solution de problèmes en 2012 et 2013, le championnat du Commonwealth en 1992 et le tournoi de Hampstead en 1999.